# Sheraton (Hotels)

Logo der Sheraton-Hotels

Sheraton Hotels & Resorts ist seit der Übernahme von Starwood Hotels im Jahre 2016 eine Marke im luxuriösen 4 bis 5-Sterne-Superior-Segment der US-amerikanischen Hotelkette Mariott International mit Sitz in Bethesda (Maryland).

## Geschichte

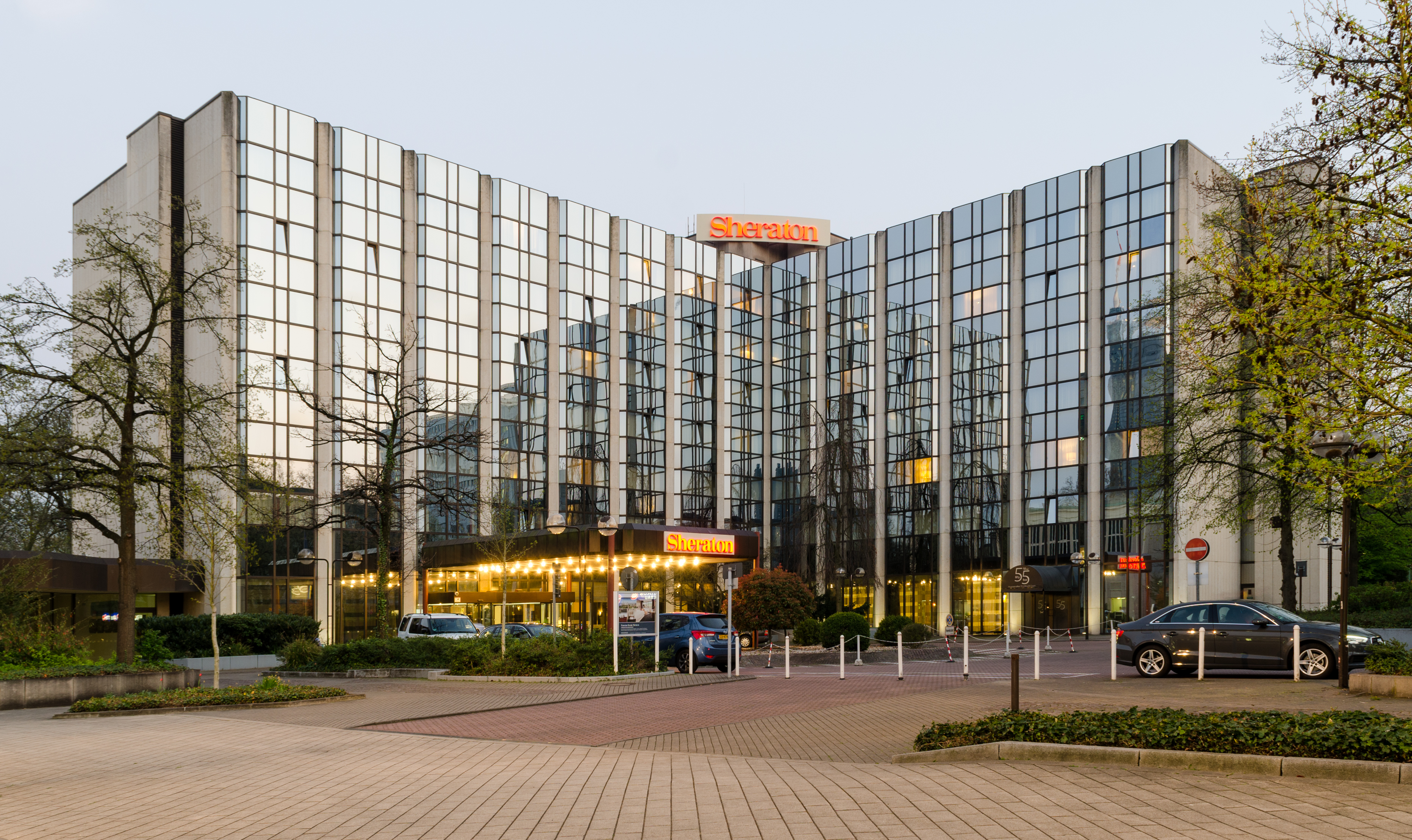
Sheraton-Hotel in Essen-Südviertel

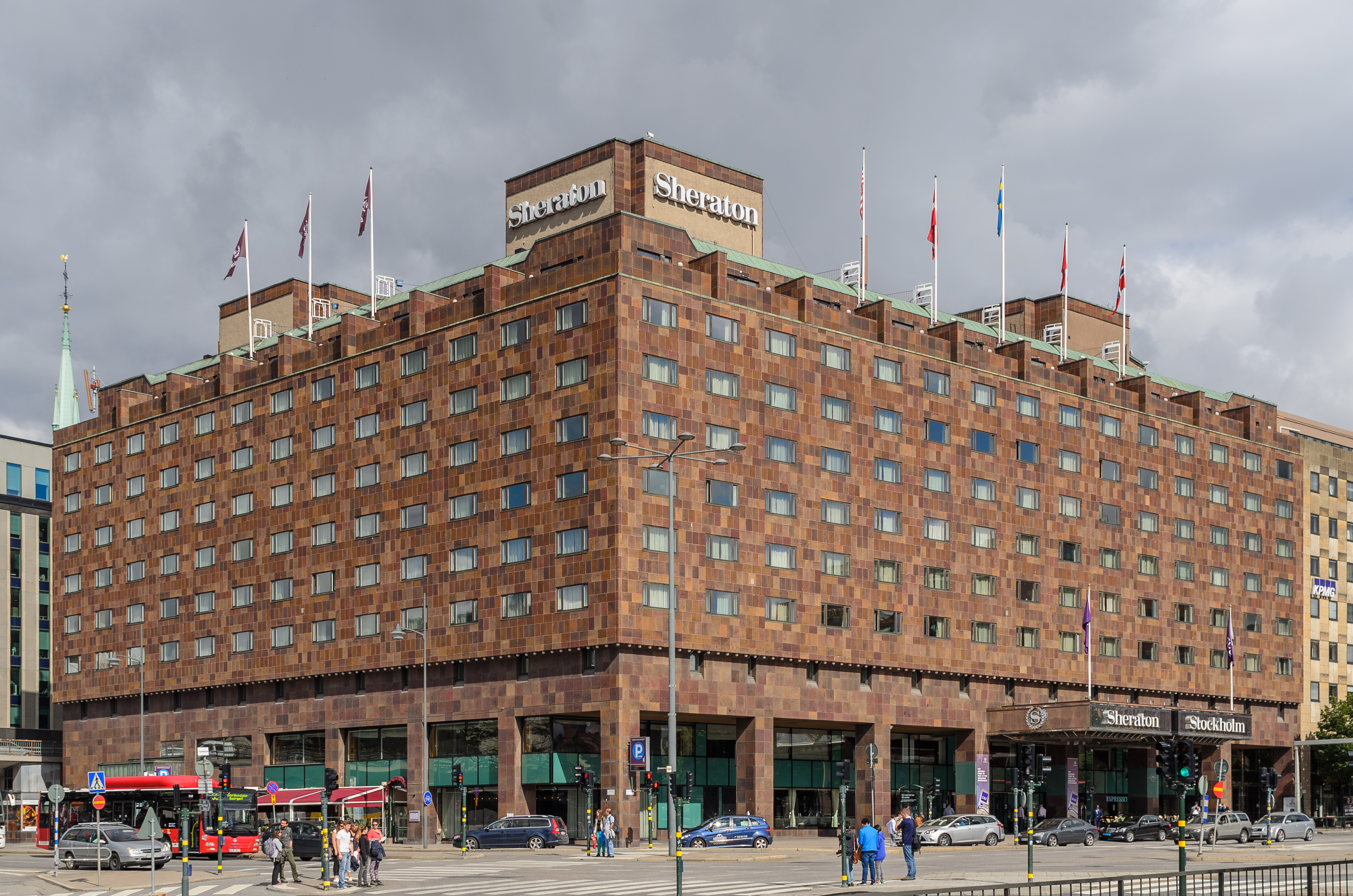
Ein Sheraton-Hotel in Stockholm

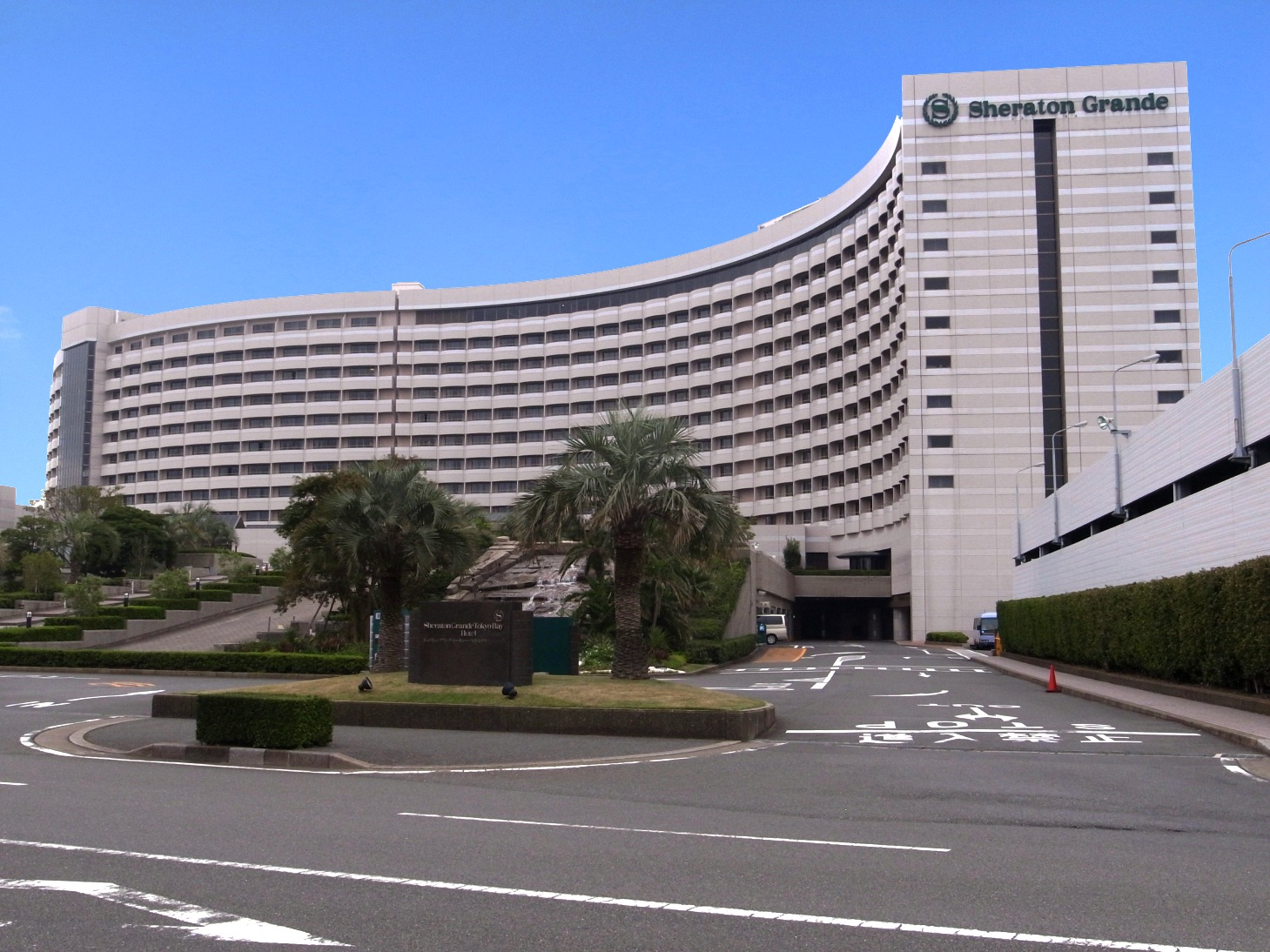
Ein Sheraton-Hotel in Tokio

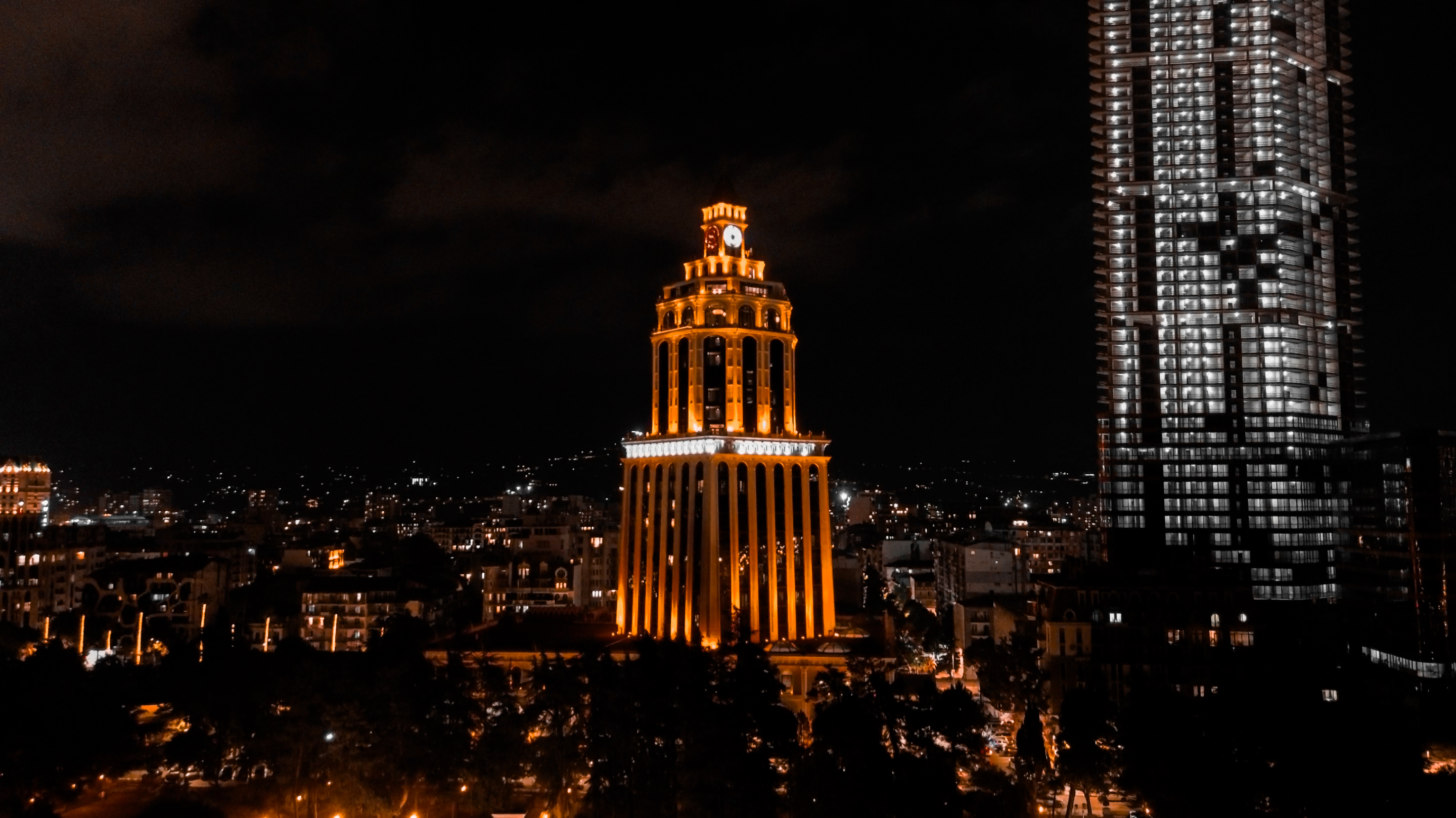
Sheraton-Hotel in Batumi, Georgien

### Sheraton Hotels
Die Geschichte der Sheraton Hotels begann 1937, als zwei Unternehmer, Ernest Henderson und Robert Lowell Moore, das Stonehaven Hotel in Springfield (Massachusetts) erwarben. Die Kette erhielt ihren Namen allerdings von einem anderen Hotel, das die Männer erst später gekauft hatten. Dieses trug eine Leuchtschrift mit dem Wort „Sheraton“ auf dem Dach, deren Entfernung den beiden Geschäftsleuten zu kostspielig war. Stattdessen entschieden sie, alle ihre Hotels so zu benennen.
1945 war Sheraton die erste an der New Yorker Börse verzeichnete Hotelkette.
Sheraton vergrößerte sich 1949 mit dem Erwerb von zwei kanadischen Hotelketten und erweiterte seine Geschäftstätigkeit innerhalb Nordamerikas. In den 1960er Jahren kamen die ersten Sheraton Hotels außerhalb der Vereinigten Staaten und Kanadas mit der Eröffnung des Sheraton Tel Aviv 1961 und dem Sheraton Macuto in Venezuela 1963 dazu. 1965 öffnete Sheraton sein 100. Hotel.

### ITT Sheraton
1968 wurde Sheraton nach dem Erwerb durch das multinationale Konglomerat ITT als ITT Sheraton geführt.
1985 war Sheraton das erste westliche Unternehmen, das mit dem Great Wall Hotel ein Hotel in der Volksrepublik China übernahm.
In den 1990er Jahren begann Sheraton, sich in spezifischere Marken zu teilen. Die meisten Hotels, die vorher Sheraton Inns waren, wurden schrittweise in die neue Marke Four Points by Sheraton überführt.
1994 erwarb die Kette eine Mehrheitsbeteiligung an der italienischen Kette CIGA, Compagnia Italiana Grandi Alberghi (dt.: ‚Italienische Grand Hotel Gesellschaft‘).
Sheraton führte diese Hotels zunächst unter eigenem Namen in Italien, expandierte später damit in ganz Europa. Die meisten dieser Hotels sind heute zu The Luxury Collection zusammengefasst.

### Starwood Hotels
1998 wurden Sheraton und seine Schwestermarken von Starwood Hotels erworben. Sheraton führte unter Starwood später eine vierte Marke, St. Regis Hotels & Resorts, benannt nach dem berühmten St. Regis Hotel auf der Fifth Avenue in New York, ein ehemaliges Sheraton, ein. Dieses Hotel und das ehemalige Sheraton Carlton in Washington, D.C., waren die zwei ersten Hotels der neuen Kette.
Außerdem wurde die Marke ArabellaStarwood Hotels & Resorts als ArabellaSheraton Hotelmanagement GmbH, einem Joint Venture der Arabella International GmbH & Co. KG (Schörghuber Unternehmensgruppe) (51 Prozent) und der Starwood Hotels & Resorts Worldwide Inc. (49 Prozent), gegründet. Nach der Verlängerung des Joint-Venture-Vertrages zwischen Starwood und der Schörghuber Unternehmensgruppe wurde die Submarke ArabellaSheraton aufgegeben und die bestehenden Häuser umbenannt. Zuletzt waren dies beim ArabellaSheraton Grand Hotel Frankfurt (jetzt The Westin Grand Frankfurt) und beim ArabellaSheraton Grand Hotel Munich (jetzt The Westin Grand München) der Fall.